# Plurella melanesiae
Plurella melanesiae är en sjöpungsart som beskrevs av Monniot 2000. Plurella melanesiae ingår i släktet Plurella och familjen Plurellidae. Inga underarter finns listade i Catalogue of Life.